# Staurastrum bicoronatum
Staurastrum bicoronatum là một loài Song tinh tảo trong họ Desmidiaceae, thuộc chi Staurastrum.